# Kujō Masatada
Kujō Masatada (九条 政忠?   1439 - 28 de septiembre de 1488) fue un kugyō (cortesano japonés de alta categoría. Formó parte de la familia Kujō (derivada del clan Fujiwara) e hijo del regente Kujō Mitsuie.
Cuando era niño su nombre fue Shigeie (成家?), quién tomó un carácter del nombre del shogun Ashikaga Yoshimasa (cuya imina era Yoshishige). Al llegar a su adultez, cambió su nombre a Masatada (tomando el otro carácter del nombre del shogun).
En 1452 entró a la corte imperial con el rango jusanmi, ascendió luego a shōsanmi y junii en 1453. En 1456 ascendió al rango shōnii. Fue nombrado naidaijin en 1464, pero debió renunciar a la corte al año siguiente, debido a la fuerte influencia de su hermano menor Kujō Masamoto, quien tomó el liderazgo de la familia. Masatada regresó a la corte imperial dos décadas después, en 1487 se convertiría en regente (kanpaku) del Emperador Go-Tsuchimikado y líder del clan Fujiwara en 1488, pero fallecería poco después.